# جوس وليمز (كرة سلة)
جوس وليمز (بالإنجليزية: Gus Williams)‏ مواليد 10 أكتوبر 1953 في مونت فيرنون، هو لاعب كرة سلة أمريكي سابق بدأ مسيرته الاحترافية في سنة 1975 وحمل الرقم 1. بلغ طوله 6 قدم 2 بوصة (1.9 م). اعتزل اللعب في 1987.

## فرق لعب لها
- غولدن ستايت ووريورز
- واشنطن ويزاردز
- أتلانتا هوكس

## روابط خارجية
- جوس وليمز على موقع إن بي أي (الإنجليزية)
- جوس وليمز على موقع سبورتس رفرنس (الإنجليزية)
- جوس وليمز على موقع كلية كرة السلة في سبورتس رفرنس.كوم (الإنجليزية)
- جوس وليمز على موقع ريلجم (الإنجليزية)
- جوس وليمز على موقع بروبوليرز (الإنجليزية)